# 大和商事
大和商事株式会社（だいわしょうじ、英名Daiwa Co.,ltd）は千葉県習志野市津田沼に本社を置く企業である。パチンコチェーン「ニュー後楽園」や飲食店などの経営を行っている。コミュニケーションネームは「OKグループ」。

## 来歴
- 1948年（昭和23年） - 東京都渋谷区にて創業。
- 1962年（昭和37年） - 千葉県船橋市に「船橋ゲームセンター」を創業。これをもって現在の会社の創業年としている。
- 1971年（昭和46年） - 現在の会社を設立。

## 経営する店舗

### パチンコ店
- ニュー後楽園（習志野市）
- ニュー後楽園千葉（千葉市)
- ニュー後楽園市川（市川市）
- アスワン幕張（千葉市）
- アスワンF（船橋市）
- アスワンQP（船橋市）

### 飲食店
- カフェ シャローム（船橋市、千葉市美浜区）
- もつ焼 坊っちゃん船橋本店
- もつ焼 坊っちゃん新津田沼店
- VANSAN船橋店(FC加盟店)

### その他関連会社
- 日興土地株式会社
- 大和フード株式会社
- ダイワエンタープライズ株式会社

## 馬主活動

大和商事の勝負服

日本中央競馬会（NAR）地方競馬全国協会（NAR）に登録していた馬主としても知られた。勝負服の柄は青、白一本輪、白袖、冠名には会社名より「ダイワ」を用いた。1985年3月までは「有限会社ダイワ」名義だった。
2004年12月、馬主名義を同社代表である大城敬三の名義に変更したため、現在は大和商事所有の馬は存在しない。

## 主な所有馬
大和商事名義での重賞優勝馬・戦績について記載。

### GI競走優勝馬
- ダイワメジャー（2004年皐月賞)
- ダイワエルシエーロ（2004年優駿牝馬、京阪杯）

### 重賞競走優勝馬
- ダイワテスコ[注 1]（1977年阪神4歳牝馬特別）
- ダイワゲーリック（1989年ラジオたんぱ賞）
- ダイワテキサス（1998年関屋記念、オールカマー、2000年中山記念、関屋記念、新潟記念、有馬記念3着）
- ダイワカーソン（1999年京王杯3歳ステークス）
- ダイワカーリアン（2000年東京新聞杯、札幌記念、富士ステークス）
- ダイワルージュ（2000年新潟2歳ステークス、阪神3歳牝馬ステークス2着、2001年桜花賞3着）
- ダイワデュール（2003年東京ハイジャンプ）
- ダイワバンディット（2003年新潟2歳ステークス）

### その他の所有馬
- ダイワタイヨー（1988年京王杯オータムハンデキャップ2着）
- ダイワダグラス（1988年クリスタルカップ3着、関屋記念2着、根岸ステークス3着、CBC賞3着、1990年CBC賞3着、関屋記念3着、京王杯オータムハンデキャップ3着）
- ダイワジェームス（1993年エプソムカップ2着、七夕賞3着、ステイヤーズステークス3着）
- ダイワオーシュウ（1997年セントライト記念2着、菊花賞2着、1998年オールカマー2着、アルゼンチン共和国杯3着、1999年オールカマー2着）